# Кей Гейган
Джанет Кей Рутвен Гейган (англ. Janet Kay Ruthven Hagan; нар. 26 травня 1953, Шелбі Північна Кароліна — пом. 29 жовтня 2019, Грінсборо, Північна Кароліна) — американська політична діячка (демократка), адвокатка та банкірка. Представляла штат Північна Кароліна у Сенаті США з 2009 до 2015.

## Життєпис
1975 року здобула ступінь бакалавра в Університеті штату Флорида, а 1978 — ступінь у галузі права в Університеті Вейк-Форест. Гейган працювала банкіркою, 1999 року стала членом Сенату штату Північна Кароліна.
Гейган перемогла чинного сенатора-республіканця Елізабет Доул на проміжних виборах 2008 року. Програла республіканцю Томові Тіллісу на проміжних виборах 2014 року.
Її дядько Лоутон Чілс був сенатором від Флориди з 1971 до 1989. 
Була одружена, мала трьох дітей.